# Hebe (minissérie)
Hebe é uma série de televisão brasileira lançada pelo serviço de streaming Globoplay em 16 de dezembro de 2019 em 10 episódios. Criada e escrita por Carolina Kotscho, e dirigida por Maria Clara Abreu, sob a direção geral e artística de Maurício Farias. É estrelada por Andréa Beltrão como a personagem-título, a apresentadora de televisão Hebe Camargo.

## Produção
As gravações da série aconteceram entre novembro de 2018 e fevereiro de 2019, ao todo 10 episódios foram produzidos. Hebe tem um material bem mais extenso do que o longa-metragem Hebe: A Estrela do Brasil, pois o filme aborda só dois anos da vida da apresentadora, já a série compreende o período de sua vida desde que Hebe Camargo começa nas rádios aos 14 anos até sua morte, em 2012.

## Exibição

Logotipo da exibição pela TV Globo.

Todos os episódios da série foram lançados em 16 de dezembro de 2019 pelo serviço de streaming Globoplay e seu primeiro episódio ganhou uma exibição especial em Tela Quente, no mesmo dia.
A TV Globo exibiu a série na íntegra, de 30 de julho até 1° de outubro de 2020, às quintas feiras.

## História
Minissérie em dez episódios, criada a partir do longa-metragem Hebe: A Estrela do Brasil e exibida, inicialmente, no Globoplay, Hebe conta a história de uma das mais importantes comunicadoras da televisão brasileira. A apresentadora é vivida em duas fases, de 1943 a 1954 pela atriz Valentina Herszage, e de 1965 a 2012 por Andréa Beltrão, que foi indicada ao Emmy Internacional de melhor atriz por sua atuação. A narrativa é conduzida a partir das memórias da apresentadora, de forma não cronológica, misturando tempos diferentes e dando destaque aos bastidores de sua vida no rádio e sob os holofotes da televisão.

## Elenco

### Principal
| Intérprete     | Personagem       |
| -------------- | ---------------- |
| Andrea Beltrão | Hebe Camargo     |
| Marco Ricca    | Lélio Ravagnani  |
| Danton Mello   | Cláudio Pessutti |
| Caio Horowicz  | Marcello Camargo |

### Recorrente
| Intérprete          | Personagem                                 |
| ------------------- | ------------------------------------------ |
| Valentina Herszage  | Hebe Camargo (jovem)                       |
| Gabriel Braga Nunes | Décio Capuano                              |
| Daniel de Oliveira  | Luis Ramos                                 |
| Walderez de Barros  | Esther Magalhães de Camargo                |
| Sandra Corveloni    | Esther Magalhães de Camargo (jovem)        |
| Flávio Migliaccio   | Sigesfredo Monteiro Camargo (Fego)         |
| Ângelo Antônio      | Sigesfredo Monteiro Camargo (Fego) (jovem) |
| Karine Teles        | Lolita Rodrigues                           |
| Cláudia Missura     | Nair Bello                                 |
| Fabiana Gugli       | Marília Gabriela                           |
| Felipe Rocha        | Roberto Carlos                             |
| Ivo Müller          | Luis Carlos Trote (Carlucho)               |
| Georgina Castro     | Lúcia                                      |
| Maurício de Barros  | Edinho                                     |

### Participações especiais
| Intérprete                       | Personagem                        | Episódio    |
| -------------------------------- | --------------------------------- | ----------- |
| Danilo Grangheia                 | Walter Clark                      | Episódio 1  |
| Fernando Eiras                   | Joesley Castro Magalhães          | Episódio 1  |
| Maureen Miranda                  | Valdete                           | Episódio 1  |
| Rodrigo dos Santos               | Mauro Soares                      | Episódio 1  |
| Stella Miranda                   | Dercy Gonçalves                   | Episódio 1  |
| Renata Bastos                    | Roberta Close                     | Episódio 1  |
| Matheus Costa                    | Alceu                             | Episódio 1  |
| Mawusi Tulani                    | Kátia                             | Episódio 1  |
| Renan Cuisse                     | Menudo                            | Episódio 1  |
| Gustavo Kleim                    | Olga del Volga (Patrício Bisso)   | Episódio 1  |
| Lígia Cortez                     | Alzira                            | Episódio 2  |
| Pedro Meirelles                  | Walther Carlos Junior (Waltinho)  | Episódio 2  |
| Andréa Bassit                    | Sílvia Maluf                      | Episódio 2  |
| Fábio Esposito                   | Paulo Maluf                       | Episódio 2  |
| Alice Guega                      | Lurdes Camargo                    | Episódio 2  |
| Lucas Furtado                    | Feguinho Camargo                  | Episódio 2  |
| Rebeca Reis                      | Renata Camargo                    | Episódio 2  |
| João Bresser                     | Fernando                          | Episódio 2  |
| Luis Marmora                     | Fernando Eurico                   | Episódio 2  |
| Carlos Morelli                   | Orlando                           | Episódio 2  |
| Laila Garin                      | Édith Piaf                        | Episódio 2  |
| Davi de Almeida                  | Segurança da Loja                 | Episódio 2  |
| Sol Faganello                    | Moça do batom                     | Episódio 2  |
| Gustavo Novaes                   | Entrevistador                     | Episódio 2  |
| Edmilson Cordeiro                | Dono da Loja                      | Episódio 2  |
| Ana Vitória Bastos               | Lolita Rodrigues (jovem)          | Episódio 3  |
| Amanda Lyra                      | Manuelita                         | Episódio 3  |
| Leonardo Medeiros                | Assis Chateaubriand               | Episódio 3  |
| Ângela Munhoz                    | Candidata do concurso da rádio    | Episódio 3  |
| Heloá Rocha                      | Candidata do concurso da rádio    | Episódio 3  |
| Alberico Sobreira                | Apresentador do concurso da rádio | Episódio 3  |
| Alice Guega                      | Lurdes Camargo                    | Episódio 3  |
| João Bresser                     | Fernando                          | Episódio 3  |
| Andre Corrêa                     | Homem da platéia                  | Episódio 3  |
| André Loddi                      | Ivon Cury                         | Episódio 3  |
| Gustavo Trestini                 | Mendes                            | Episódio 3  |
| Emílio de Mello                  | Giuseppe Peppino Matarazzo        | Episódio 4  |
| Ângela Figueiredo                | Bianca Troise                     | Episódio 4  |
| Daniel Boaventura                | Silvio Santos                     | Episódio 4  |
| Ravel Andrade                    | Mariano da Tupi                   | Episódio 4  |
| Gillray Coutinho                 | Genival da Tupi                   | Episódio 4  |
| Heitor Goldflus                  | Jô Soares                         | Episódio 4  |
| Paula Cohen                      | Silmara                           | Episódio 4  |
| Giulio Lopes                     | Delegado                          | Episódio 4  |
| Selma Egrei                      | Ignes Capuano                     | Episódio 5  |
| Celso Frateschi                  | João Capuano                      | Episódio 5  |
| Ernani Sanchez                   | Cleber                            | Episódio 5  |
| Norival Rizzo                    | Dr. Wendell                       | Episódio 5  |
| Milton Le Cury                   | Dr. Muriel                        | Episódio 5  |
| Ju Colombo                       | Juíza                             | Episódio 5  |
| Martha Meola                     | Lurdes Camargo (adulta)           | Episódio 5  |
| Luciana Carnielli                | Leonor                            | Episódio 5  |
| Kiko Marques                     | Alencar                           | Episódio 5  |
| Blota Filho                      | Mestre de Cerimônias              | Episódio 5  |
| Frederico Reuter                 | Agnaldo Rayol                     | Episódio 6  |
| Selma Egrei                      | Ignes Capuano                     | Episódio 6  |
| Celso Frateschi                  | João Capuano                      | Episódio 6  |
| Aramis Trindade                  | Renato Corte Real                 | Episódio 6  |
| Rafael Primot                    | Manoel Carlos (Maneco)            | Episódio 6  |
| Daniel Warren                    | Nilton Travesso                   | Episódio 6  |
| Frederico Reuter                 | Mauro                             | Episódio 6  |
| Guilherme Rodio                  | Claudio Camargo                   | Episódio 6  |
| Martha Meola                     | Lurdes Camargo (adulta)           | Episódio 6  |
| Luciana Carnielli                | Leonor                            | Episódio 6  |
| Romam Junqueira                  | Arnaldo Excelsior                 | Episódio 6  |
| Camila Morgado                   | Rita Lee                          | Episódio 7  |
| Otávio Augusto                   | Chacrinha                         | Episódio 7  |
| Rafael Primot                    | Manoel Carlos (Maneco)            | Episódio 7  |
| Daniel Warren                    | Nilton Travesso                   | Episódio 7  |
| André Guerreiro                  | Tuta de Carvalho                  | Episódio 7  |
| Silvio Restiffe                  | Heron                             | Episódio 7  |
| Mari Nogueira                    | Florinda                          | Episódio 7  |
| Agnes Zuliani                    | Dora                              | Episódio 7  |
| Carlos Gimenez                   | General Homero Galvão             | Episódio 7  |
| Lígia Cortez                     | Alzira                            | Episódio 8  |
| Ivan Capua                       | Flávio                            | Episódio 8  |
| Luciana Carnielli                | Leonor                            | Episódio 8  |
| Kiko Marques                     | Alencar                           | Episódio 8  |
| Agnes Zuliani                    | Dora                              | Episódio 8  |
| Martha Meola                     | Lurdes Camargo (adulta)           | Episódio 8  |
| Norival Rizzo                    | Dr. Wendell                       | Episódio 8  |
| Nelson Baskerville               | Dr. Carneiro                      | Episódio 8  |
| Roney Facchini                   | Dr. Prado                         | Episódio 8  |
| Luiz Ramalho                     | Padre Jaime                       | Episódio 8  |
| Mariano Mattos Martins           | Junior                            | Episódio 8  |
| Rosana Maris                     | Repórter                          | Episódio 8  |
| Paulo Ocanha Henrique Moretzsohn | Chitãozinho & Xororó              | Episódio 9  |
| Fernando Vieira                  | Augusto Nunes                     | Episódio 9  |
| Renato Chocair                   | Assistente do Roda Viva           | Episódio 9  |
| Luciana Carnielli                | Leonor                            | Episódio 9  |
| Kiko Marques                     | Alencar                           | Episódio 9  |
| Agnes Zuliani                    | Dora                              | Episódio 9  |
| Chris Couto                      | Wilma Ravagnani                   | Episódio 10 |
| Isabella Casarini                | Hebe (criança)                    | Episódio 10 |
| Heitor Goldflus                  | Jô Soares                         | Episódio 10 |
| Silvio Restiffe                  | Heron                             | Episódio 10 |
| Fernando Bispo                   | Jurandir                          | Episódio 10 |
| Jairo Pereira                    | Dr. Jairo                         | Episódio 10 |

## Prêmios e indicações
| Ano  | Prêmio                   | Categoria    | Indicado         | Resultado | Ref.        |
| ---- | ------------------------ | ------------ | ---------------- | --------- | ----------- |
| 2020 | Emmy Internacional       | Melhor Atriz | Andréa Beltrão   | Indicada  |             |
| 2020 | Prêmio APCA de Televisão | Dramaturgia  | Carolina Kotscho | Indicada  | [ 8 ] [ 9 ] |
| 2020 | Prêmio APCA de Televisão | Melhor Atriz | Andrea Beltrão   | Indicada  | [ 8 ] [ 9 ] |

## Audiência e repercussão
Exibição na TV Globo
| Capítulo     | Data de exibição       | Audiência                      | Ref.   |
| ------------ | ---------------------- | ------------------------------ | ------ |
| 1° episódio  | 30 de julho de 2020    | 18,3 pontos                    | [ 10 ] |
| 2° episódio  | 06 de agosto de 2020   | 19,8 pontos                    | [ 11 ] |
| 3° episódio  | 13 de agosto de 2020   | 18,0 pontos                    | [ 12 ] |
| 4° episódio  | 20 de agosto de 2020   | 20,0 pontos                    | [ 13 ] |
| 5° episódio  | 27 de agosto de 2020   | 20,0 pontos                    | [ 14 ] |
| 6° episódio  | 03 de setembro de 2020 | 19,7 pontos                    | [ 15 ] |
| 7° episódio  | 10 de setembro de 2020 | 19,8 pontos                    | [ 16 ] |
| 8° episódio  | 17 de setembro de 2020 | 17,5 pontos                    | [ 17 ] |
| 9° episódio  | 24 de setembro de 2020 | 16,8 pontos                    | [ 18 ] |
| 10° episódio | 1.º de outubro de 2020 | 15,9 pontos[carece de fontes?] | [ 19 ] |

- Media Geral: 18,5 pontos na Grande São Paulo.